# KkStB 80

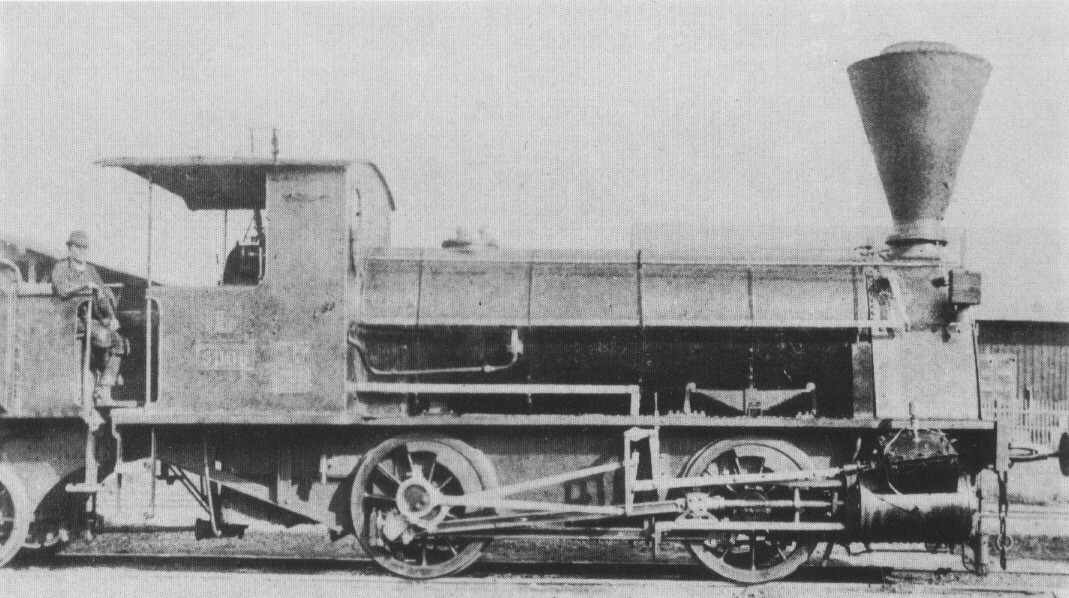
KkStB 80. 06

KkStB 80 — єдині паротяги на теренах Австро-Угорської імперії, що мали дві пари рухомих коліс без додаткових підтримуючих коліс.

## Історія
Шість паротягів мюнхенської фабрики Krauss купили 1872 для Ц.к. привелегійованої Дністровської залізниці (нім. k.k. priv. Dniester Bahn)(DB), де вони отримали позначення DB 3-8 та назви «DROHOBYCZ», «BORYSLAW», «STRYJ», «DNIESTER», «LWÓW», «PRZEMYSL».
Після одержавлення залізниці (1876) паротяги отримали позначення kkStB 80.01–06, змінене 1884 на kkStB 31.11–16.
При модернізації 1888 на паротягах встановили нові котли, що змінило їхню масу (у таблиці маса з новими котлами). Паротяги експлуатували до 1897, 1899 років. В комплекті використовували двоосні тендери.
Нова серія паротягів kkStB 80 була започаткована 1909 року.

### Технічні дані паротяга KkStB 80
|                                  |                         |
| Розміри                          | Параметри               |
| Роки випуску                     | 1872                    |
| Країна-виробник                  | Австро-Угорська імперія |
| Завод-виробник                   | Krauss/Мюнхен           |
| Ширина колії                     | 1435 mm                 |
| Тип                              | B n2                    |
| Кількість циліндрів              | 2                       |
| Діаметр циліндрів                | 408 мм                  |
| Хід поршня                       | 632 мм                  |
| Діаметр рушійних коліс           | 1.175–1.180 мм          |
| Загальна колісна база            | 2.750 мм                |
| Загальна колісна база з тендером | 8.870 мм                |
| Тиск пари                        | 8,0 атм.                |
| Випаровуюча поверхня котла       | 108,0 м²                |
| Площа труб нагрівання            | 7,3 м²                  |
| Площа колосникових ґрат          | 1,5 м²                  |
| Маса паротяга порожнього         | 21,0 т                  |
| Маса паротяга робоча             | 26,0 т                  |
| Тендер                           | 6                       |
| Швидкість                        | 35 км/год               |
| Зчіпна маса локомотива           | 26,0 т                  |